# Міддлпорт (Нью-Йорк)
Міддлпорт (англ. Middleport) — селище (англ. village) в США, в окрузі Ніагара штату Нью-Йорк. Населення — 1729 осіб (2020).

## Географія
Міддлпорт розташований за координатами 43°12′42″ пн. ш. 78°28′33″ зх. д. / 43.21167° пн. ш. 78.47583° зх. д. (43.211722, -78.475728).  За даними Бюро перепису населення США в 2010 році селище мало площу 2,26 км², уся площа — суходіл.

## Демографія
Згідно з переписом 2010 року, у селищі мешкало 1840 осіб у 742 домогосподарствах у складі 485 родин. Густота населення становила 815 осіб/км².  Було 845 помешкань (374/км²).
Расовий склад населення:
| - 94,9 % — білих - 1,0 % — корінних американців - 0,5 % — чорних або афроамериканців - 0,4 % — азіатів - 1,1 % — осіб інших рас |

До двох чи більше рас належало 2,0 %. Частка іспаномовних становила 2,6 % від усіх жителів.
За віковим діапазоном населення розподілялося таким чином: 27,1 % — особи молодші 18 років, 59,4 % — особи у віці 18—64 років, 13,5 % — особи у віці 65 років та старші. Медіана віку мешканця становила 37,9 року. На 100 осіб жіночої статі у селищі припадало 91,1 чоловіків;  на 100 жінок у віці від 18 років та старших — 91,3 чоловіків також старших 18 років.
Середній дохід на одне домашнє господарство  становив 59 437 доларів США (медіана — 47 174), а середній дохід на одну сім'ю — 69 287 доларів (медіана — 57 438). Медіана доходів становила 41 771 долар для чоловіків та 39 643 долари для жінок. За межею бідності перебувало 12,1 % осіб, у тому числі 18,0 % дітей у віці до 18 років та 6,6 % осіб у віці 65 років та старших.
Цивільне працевлаштоване населення становило 789 осіб. Основні галузі зайнятості: виробництво — 25,3 %, освіта, охорона здоров'я та соціальна допомога — 24,5 %, мистецтво, розваги та відпочинок — 9,6 %, роздрібна торгівля — 8,9 %.